# Alan Cottrell
Alan Howard Cottrell FRS (Birmingham, 17 de julho de 1919 — Cambridge, 15 de fevereiro de 2012) foi um metalurgista e físico britânico.

## Carreira
Formou-se na Universidade de Birmingham em 1939, e concluiu o doutorado em 1942, pesquisando sobre soldagem. Juntou-se à equipe como palestrante em Birmingham, tornou-se professor em 1949 onde aplicou os modernos conceitos de física do estado sólido. Em 1955, mudou-se para Harwell, para tornar-se vice-chefe de metalurgia em Monty Finniston.

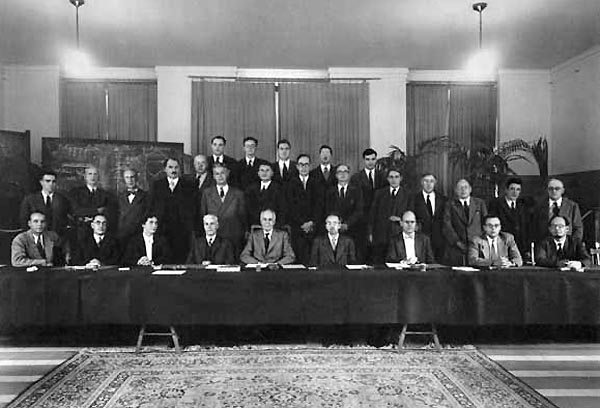
Conferência de Solvay sobre física em Bruxelas, 1951. Da esquerda para a direita, sentados: Crussaro, Norman Percy Allen, Yvette Cauchois, Borelius, William Lawrence Bragg, Christian Møller, Sietz, John Herbert Hollomon, Frank; fila do meio: Gerhart Rathenau,^{(nl)} Koster, Erik Rudberg,^{(sv)}, Flamache, Goche, Groven, Egon Orowan, Jan Burgers, William Bradford Shockley, André Guinier, C.S. Smith, Ulrich Dehlinger, Laval, Émile Henriot; fila superior: Gaspart, Lomer, Alan Cottrell, Georges Homes, Hubert Curien

De 1958 a 1965 foi professor de metalurgia na Universidade de Cambridge. Trabalhou para o governo em várias ocupações, onde finalmente entre 1971-1974 tornou-se chefe-conselheiro científico, antes de se tornar mestre do Jesus College (Cambridge), entre 1973-1986, e vice-chanceler da universidade em 1977-1979.
Sir Alan foi eleito membro da Royal Society em 1955, e ganhou a medalha Hughes em 1961, e a Medalha Copley (a mais alta condecoração da sociedade), em 1996. 
Foi condecorado sir em 1971. É também membro da Academia Real das Ciências da Suécia.

## Livros selecionados
- Teoria da metalurgia estrutural - (Theoretical Structural Metallurgy, 1948)
- Deslocamentos e fluxos de plástico em cristais - (Dislocations and Plastic Flows in Crystals, 1953)
- Supercondutividade - (Superconductivity, 1964)
- Uma Introdução à metalurgia - (An Introduction to Metallurgy, 1967)
- Retrato da Natureza: o mundo visto pela ciência moderna - (Portrait of Nature : the world as seen by modern science, 1975)
- How Safe is Nuclear Energy? (1982)
- Conceitos da Teoria Eletrônica das ligas (Concepts in the Electron Theory of Alloys, 1998)